# 불곰사업

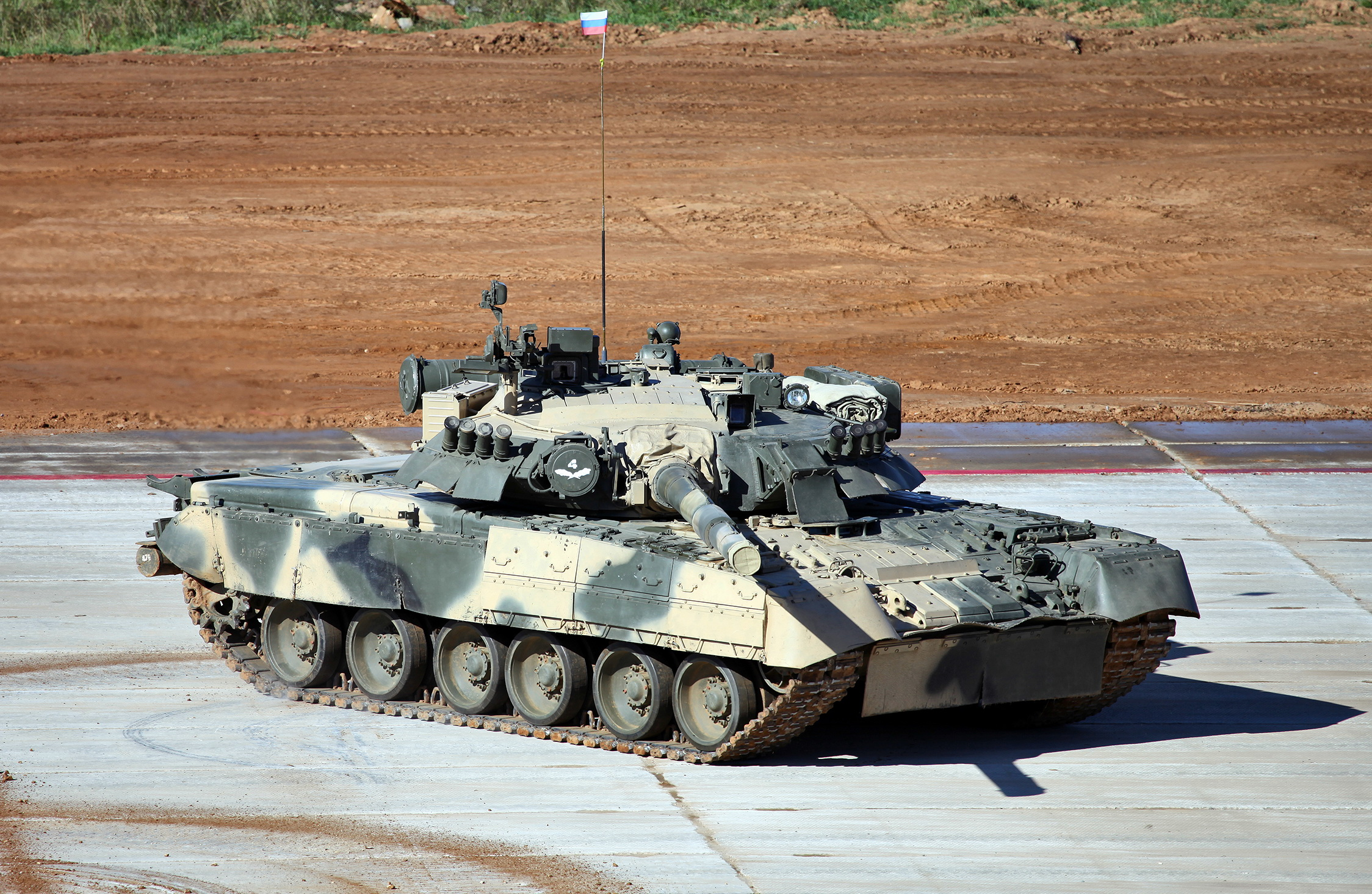
2013년 바이애슬론에 참여한 T-80U. T-80U는 대한민국 제3기갑여단이 운용했었던 3세대 러시아 전차로, 불곰 사업 때 들어온 대표적인 러시아제 무기 중 하나다.

불곰사업은 1995년부터 현재까지 대한민국과 러시아가 이어가고 있는 군사 협력 사업 또는 1995년부터 2007년까지 진행된 러시아의 대(對) 대한민국 무기 상환을 의미한다. 1997년 체결된 "한러 군사기술 분야 방산 및 군수 협력에 관한 협정안"이 법적 근거이며, 총 두 차례에 걸쳐 진행되었다.
1990년 대한민국이 소련에 빌려준 돈을 러시아 정부가 갚지 못함에 따라 러시아 정부가 부채의 일부를 러시아제 무기와 같은 현물로 일부 상환하자고 제안한 것이 계기였다. 이후 1992년 러시아 국방장관 방문 당시 <1993~1994 한러 군사교류 양해각서>가 체결되었고 불곰사업이 시작되기 전인 1995년 5월까지 4차례의 양해각서가 체결되어 대한민국과 러시아의 군사 협력의 기초가 닦였다. 1997년 11월 20일 대한민국과 러시아가 한러 군사기술 분야 방산 및 군수 협력에 관한 협정안을 채택하면서 불곰사업에 구체적인 지침이 마련되었다.
1995년부터 1998년까지 러시아는 제1차 불곰사업을 통해 T-80U, BMP-3 등 4개 품목을 대한민국에 수출했고, 2002년부터 2006년까지 제2차 불곰사업을 통해 무례나 공중부양정, 일류신 Il-103, 카모프 Ka-32A를 비롯한 6개 품목을 수출했다. 2008년부터 3차 불곰사업 진행을 위한 논의가 있었으나 러시아와의 협상은 지지부진한 상황이며, 2014년 러시아의 크림반도 합병과 2022년 러시아의 우크라이나 침공, 러시아의 대한민국 비우호국 목록 등재로 현재 불곰사업에 대한 러시아와의 논의는 사실상 중단되었다.
대한민국의 경우 불곰사업을 통해 천궁 미사일과 같은 유도 미사일 무기 제작과 기갑차량 현대화가 가능해졌다. 또한 제1차 불곰사업 때에 러시아에 진출한 오리온 초코파이와 팔도의 도시락 라면은 러시아의 국민간식이 되어 2020년대에도 러시아에서 큰 인기를 끌고 있다. 반대로 러시아의 경우 6자 회담에서 발언권을 확보하고, 나아가 동아시아 일대에서 대한민국을 우방으로 삼음으로서 새로운 전략을 추구할 수 있는 계기를 마련했다고 평가받는다. 다만 러시아가 완전히 빚을 상환하지 않고 빚의 일부를 현물로 제공했다는 것과, 러시아가 이후 대한민국에 빌린 빚에 대해 여전히 협의하고 있다는 점은 문제로 제기되기도 한다.

## 배경

### 소련의 개혁·개방과 붕괴
1985년 고르바초프 소련 공산당 서기장이 취임한 이래로 소련은 페레스트로이카로 불리는 개혁정책과 서방권 국가들과 수교를 맺는 등 다변화 외교정책을 취했다. 이러한 시대적인 흐름으로 1988년 소련이 88서울올림픽에도 참여를 했고, 제6공화국 시절 북방외교를 바탕으로 한층 더 발전된 관계로 한소 양국이 나아가면서 1990년 4월 제주도에서 한국과 소련이 초유의 한・소정상회담을 갖고, 양국이 수교를 맺게 되었다.
당시 고질적인 외화부족에 시달리던 소련은 한국 정부에 30억 달러 경협차관을 요청하였으며, 노태우 정부 당시 1991년부터 3년간 대한민국은 소련에 경제협력 차관으로 14억 7천만 달러를 빌려주었다.

### 대한민국-러시아 간의 사전 협상
대한민국과 러시아는 소련이 붕괴한 1991년부터 서로 협상을 통해 양국의 군사 협력을 도모했다. 대한민국과 러시아는 1992년 12월 20일 성명을 통해 대한민국과 러시아 양국의 국방부 관료들과 해군 선박의 정기적인 방문을 약속했다.

## 조약 내용
한러 군사기술 분야 방산 및 군수 협력에 관한 협정안은 총 12조로 구성되어 있으며, 1997년 11월 20일 모스크바에서 체결되었다.
특히 조약 제8조의 경우, "재수출시 의무"라 하여 "각 당사국은 제공된 무기 및 군사장비를 타방 당사국의 서면 동의없이 제3국에 재수출할 수 없다"와 각 당사국은 무기 및 군사장비 분야에 있어서 요청되고 공동으로 수행된 연구와 개발의 결과를 타방 당사국의 서면 동의 없이 제3국에 제공할 수 없다."라는 조항은 러시아의 기술이 사용되어 개발된 대한민국 무기의 경우 러시아의 동의 없이 수출할 수 없음을 의미한다.
러시아의 우크라이나 침공 당시 우크라이나가 신궁 및 천궁 미사일의 지원을 요청했으나 대한민국 정부가 이를 거절한 이유에는 신궁과 천궁이 각각 9K38 이글라의 기술과 알마즈-안테이의 기술이 적용되었기 때문에 위의 협정 제8조에 위배되는 것도 작용했다.

## 역사

### 제1차 불곰사업
1995년부터 1998년까지 진행되었다. 경협 차관 2억 1,400만 달러 어치의 상환으로, T-80U 전차 33대와 BMP-3 장갑차 33대, 그리고 Metis-M 대전차미사일 발사기 70문, 탄약 1250발과 이글라 휴대용 대공미사일 발사기 50문, 탄약 700발을 도입하게 된다. 1차 불곰사업을 통해서 총 2억 1,000만불의 차관상환이 이루어졌다.

### 제2차 불곰사업
2차 불곰사업은 2002년부터 2006년까지 진행되었고, 총 사업비는 5억 3,400만 달러였다. 사업비 가운데 절반은 경협 차관 상환, 나머지는 한국 정부의 현금 지급이었다.
2차 사업으로 T-80U 2대, BMP-3, Metis-M 발사기 156문, 탄약 11,500발 등이 추가 도입되었으며 무레나급 공기부양정 3척, Il-103, Ka-32A 등이 도입되었다. 또한 2차 도입분 BMP-3는 포수 조준경에 열영상 장비가 장착되어 야간 교전 능력이 강화되었다. 하지만, 먼저 도입된 1차분의 개량이 동시에 진행되지 않은 게 문제였다. 이 시기 러시아제 ANSAT헬기 6대도 함께 도입됐다.

### 2008년 이후
고유가 영향으로 2008년 러시아 경제에 여유가 생기자, 현금과 현물로 상환하는 방향으로 다시 제안해 왔다. 그러나 의견차이를 좁히지 못해서 무산되자, 현물과 기술을 같이 도입하는 3차 불곰사업이 진행되었다. 2010년 11월 러시아를 방문한 방위사업청장이 3억 달러 규모의 가계약을 체결했다. 2013년 11월에도 남은 부채를 청산하기 위해 한러 정상회담까지 진행했으나, 의견 차이를 좁히지 못하고 무산되었다.

## 주요 도입 무기 및 장비

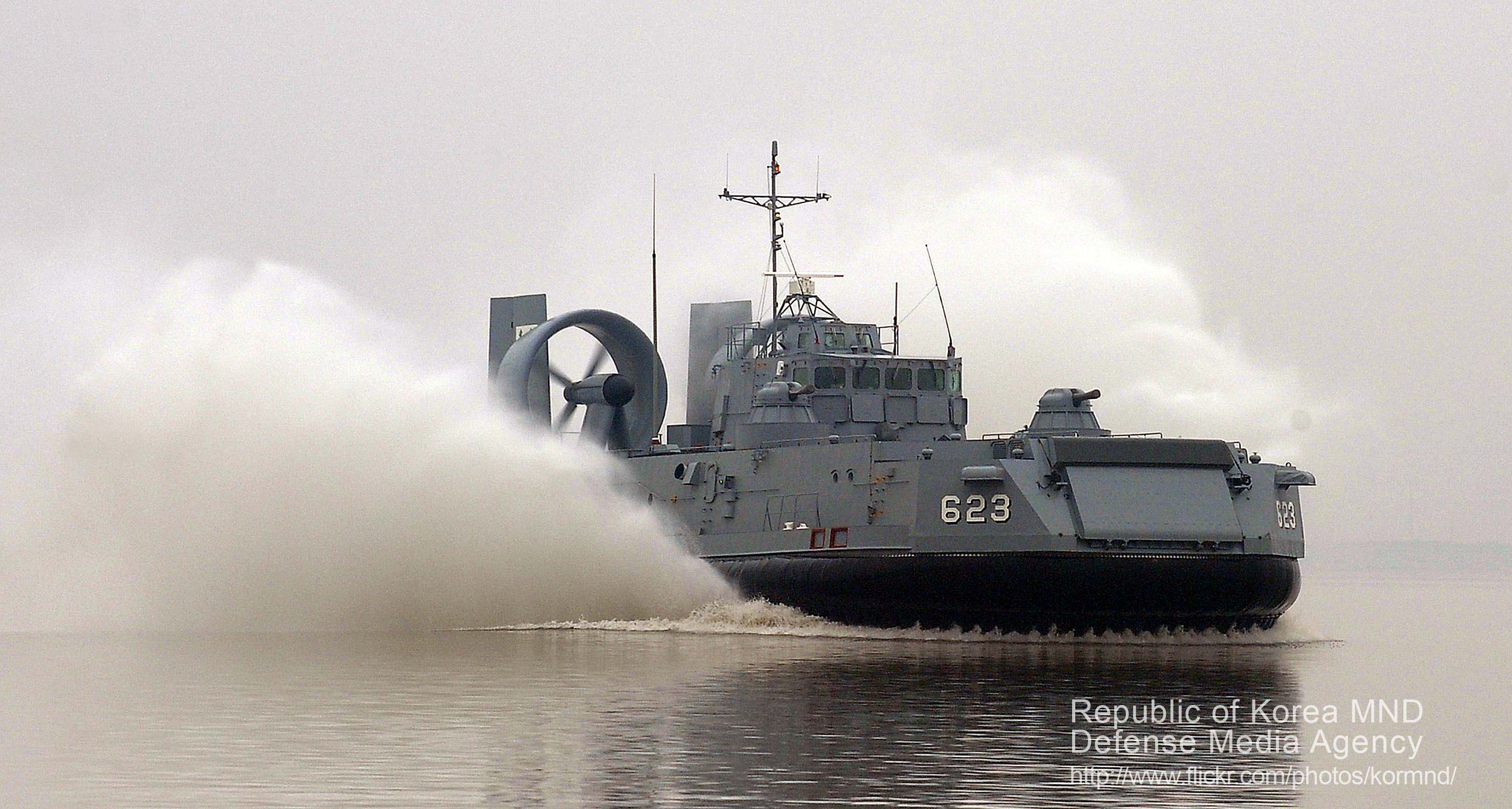
2011년 4월 7일 해병대가 운용 중인 무레나급 공기부양정.

- T-80U
- BMP-3
- 카모프 Ka-32
- 일류신 Il-103
- 무레나급 공기부양정
- 9K115-2 METIS-M
- 9K38 이글라

## 영향

### 무기 및 과학 사업

#### 대한민국

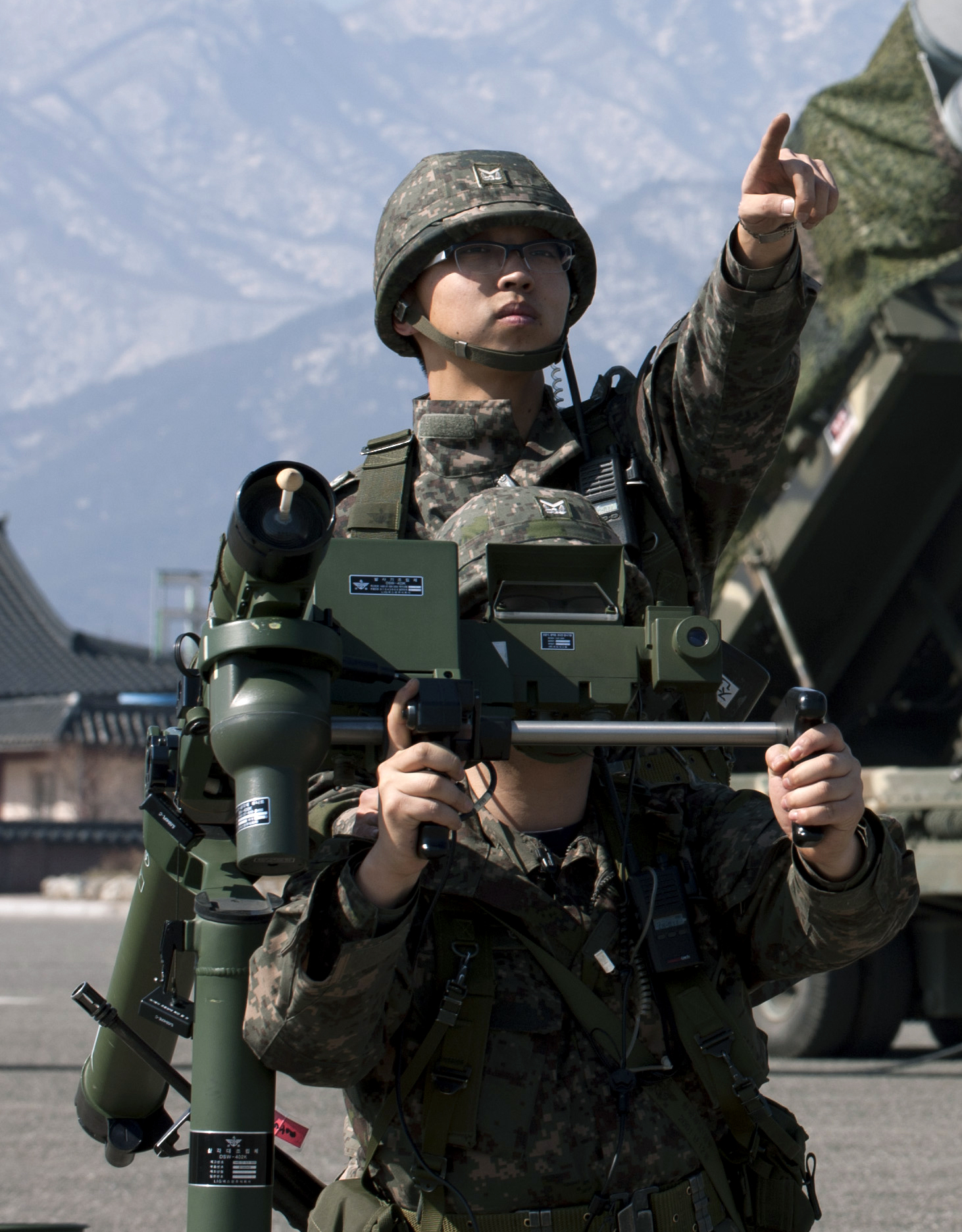
신궁 미사일, 또는 KP-SAM은 러시아 미사일인 9K38 이글라를 바탕으로 만들어졌다.

1970년대 닉슨 독트린의 영향으로 주한미군이 감축되고 이에 대비해 박정희는 미국의 M60 패튼 전차를 요구하였으나 미국은 사용 중이던 M48 패튼과 그 개량형을 공급하였다. 대한민국 정부는 노후화된 M-48을 K1 전차로 대체하는데 성공했고, 1980년대 미국의 기술을 통해 개발된 K1 전차가 성공적으로 대한민국의 국내 주력전차로 도입되면서 대한민국은 독자적으로 개발할 수 있는 차세대 전차가 대한민국 국방 산업의 주요 목표 중 하나로 삼았다. M48 개조사업과 K1 전차 모두 미국의 기술을 통해 만들어졌기 때문에 대한민국은 K1 전차의 수출을 시도할 때마다 미국 정부의 수출 통제에 가로막혔다.
미사일의 경우에도 1979년 체결된 한미 미사일 지침에 따라 탄두중량 500kg·사거리 180km로 제한하는 조건으로 미사일 개발이 이루어지고 있었지만, 1990년대부터 대한민국 내부에서 전방 부대를 보호하기 위한 미사일 개발의 필요성이 대두되어 1995년부터 LIG 넥스원의 지도 하에 미사일 개발이 시작되기도 했다. 그러나 당시 대한민국이 보유한 미사일은 미국에서 1950년대에 개발한 나이키 허큘리스 미사일에 기반한 것이었고 미국은 1987년 미사일 기술 통제 체제에 입각해 동맹국의 미사일 개발을 제한하려고 했다.
헬리콥터의 경우, 벨 UH-1 이로쿼이처럼 1950년대에 제작된 헬리콥터가 1990년대 여전히 운용 중이었으며, 이 외에도 벨 206과 같은 노후 기종이 다수 있었고, 특히 1990년대에는 헬기 추락 사고가 잦아 신형 헬기에 대한 필요성이 높아졌다.
불곰 사업은 대한민국이 미국의 기술에 의존하던 1980년대 초까지의 상황에서 벗어나 1990년대 후반부터 대한민국이 자국의 기술로 무기를 생산하는 중간 시기에 시행된 사업이었다. 제1차 불곰 사업 때 들어온 T-80U나 BMP-3의 경우 각각 1986년과 1987년에 개발된 최신 기갑차량이었으며, 신궁 미사일의 원형인 9K38 이글라 SA-18 역시 1983년에 개발된 미사일이었다. 제2차 불곰사업 때 들어온 일류신 Il-103의 경우 미국의 세스나 T-41 메스칼레로를 대체하고 대한민국 공군의 훈련기로 채택되었다. "일류신 Il-103"이 정식 명칭이지만 대한민국의 기체 명명법에 따라 T로 변경되어 "T-103"이라고 부른다. 카모프 Ka-32의 경우 우수한 물자 수송 능력과 악천후 비행이 가능하다는 점 때문에 대한민국 산림청을 비롯한 대한민국 군과 정부 여러 기관이 도입했다.
즉, 불곰 사업을 통해 들어온 러시아제 무기 및 장비는 대한민국 정부의 신형 무기 및 기술에 대한 수요를 일부 충족시킨 사업이었으며, 나아가 대한민국의 무기 국산화 사업에 영향을 준 사업이라고 할 수 있다. T-80U의 고속 중성자 방어용 폴리에틸렌-붕소 감속재 기술은 이후 K2 흑표 전차에 적용되었고 BMP-3의 경우 국방과학연구소의 K-21 기획 및 생산에 영향을 미쳤다.
또 다른 측면에서 보자면, 불곰 사업은 대한민국의 적성국인 북한의 무기 및 장비의 일정 부분 파악할 수 있도록 한 사업이었다. 불곰 사업 때 들어온 러시아제 무기나 장비의 경우, 9K38 이글라를 제외하면 북한이 쓰는 무기와 동일한 무기는 거의 없었다. 다만 대한민국이 들여온 T-80U, 9K38 이글라, BMP-3는 모두 북한에서 사용 중이던 소련제 주력 무기가 원형이었다. T-80U의 경우 T-64에 기초하여 T-72의 상호 보완적인 구조를 덧붙인 T-80이 원형이며, BMP-3의 경우, BMP-1의 단점을 개선시키기 위해 개발된 BMP-2의 상향 버전이다. 9K38 이글라의 경우, 대한민국은 9K38 이글라(SA-18)를 썼고 북한은 9K38 이글라(SA-16)을 썼지만 두 미사일의 탄두, 무게, 발사 방식, 퓨즈, 목표 탐색 방식, 목표 접근 속도 등은 모두 동일하다.

#### 러시아

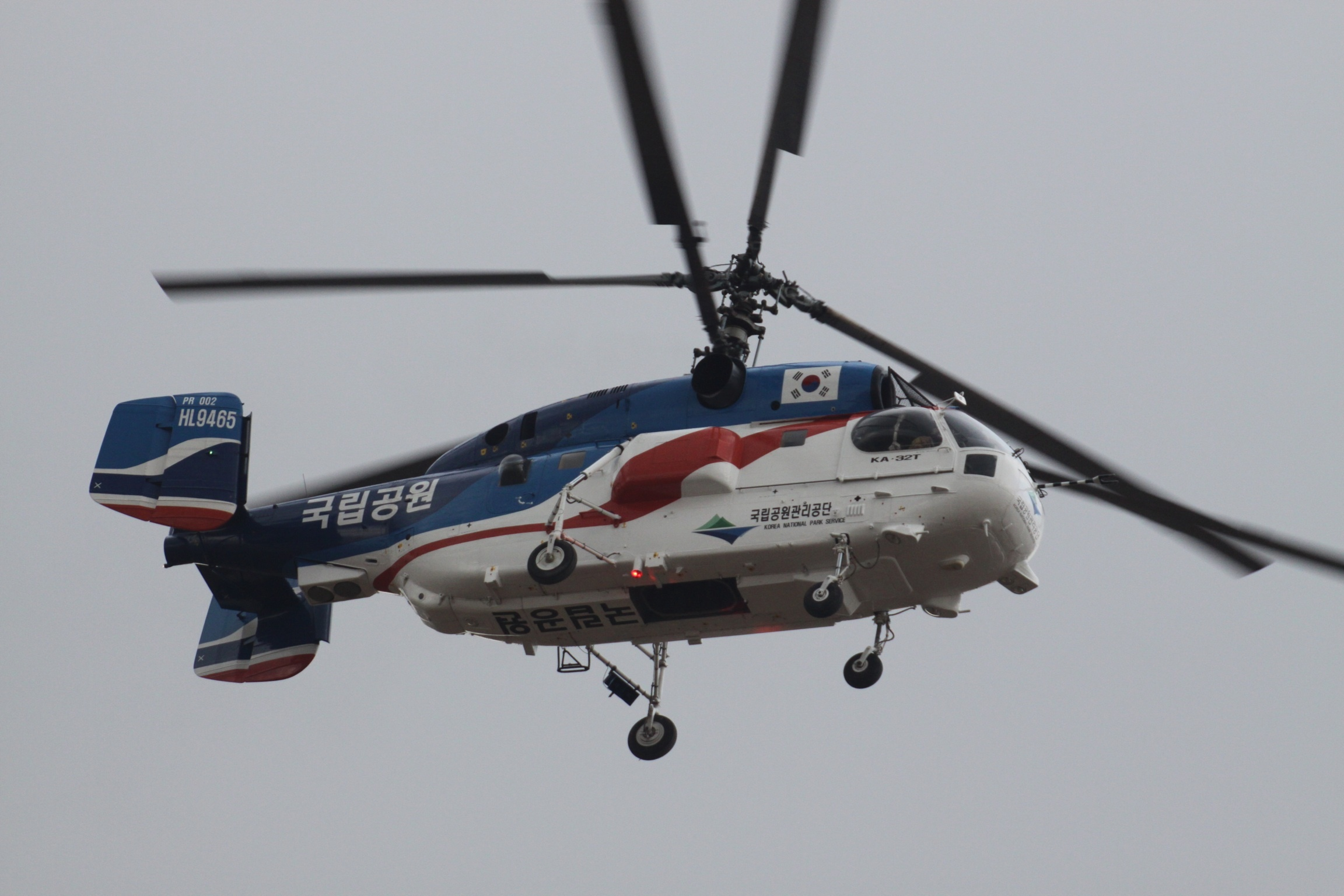
러시아 카모프사가 만든 Ka-27의 민간용 버전인 카모프 Ka-32. 대한민국 국립공원관리공단의 표시가 붙어 있다. 1998년 불곰사업의 일환으로 60대가 도입되었으며, 카모프사는 회사를 홍보할 때 대한민국이 운용 중인 카모프사 헬리콥터를 홍보한 적도 있었다.

러시아의 경우 1991년 소련의 붕괴로 인해 사회가 혼란해졌고, 뒤이어 1998년 러시아 금융 위기로 국가부도가 난 상황이었다. 전투기, 헬기, 전차 등 러시아의 국가 산업 역시 러시아의 정치 및 경제 위기에 영향을 받았다. 러시아 항공 산업의 경우 제조업 전체가 수입에 의해 황폐화되었고, 항공우주산업과 자동차산업은 고도의 보호관세하에서 간신히 살아남았다. 러시아의 민간 항공 산업의 경우, 1998년에는 민항기가 56대만 생산되었고 2000년에는 4대만 생산되었다.
러시아의 항공 산업을 비롯한 국방 산업이 성장한 데에는 여러 요인이 있다. 2000년대 블라디미르 푸틴의 지시로 러시아 국방 산업에 종사하는 여러 회사들을 분야별로 묶어 경쟁력을 확보한 것도 있고, 1998년부터 석유 가격이 급등하고 러시아의 수출 산업이 급증하면서 러시아의 경기가 회복된 것도 있다.
비즈한국의 김대영 기자에 따르면 대한민국 항공업계에서는 망해 가던 카모프 사가 불곰사업 덕분에 살아났다는 이야기가 전해진다. 그러나 카모프사가 Ka-32A를 제공한 시기는 제2차 불곰사업 시기인 2002년부터 2006년/2007년 사이로, 이 시기는 블라디미르 푸틴이 국가의 이익과 회사의 이익을 동시에 추구할 수 있는 기업인 내셔널 챔피언즈을 육성하기 위해 여러 기업을 전략적으로 통합하던 시기였다. IMF의 보고서에 따르면, 2002년부터 2008년까지 러시아의 명목상 GDP, 1인당 GDP, 구매력평가 기준 GDP이 모두 상승하고 실업률과 정부 부채가 꾸준히 낮아졌다. 또한 2001년부터 2008년까지 러시아의 무기 수출량은 꾸준히 증가했다. 불곰사업의 취지와는 별도로, 1992년부터 1997년까지 러시아는 미사일, 생물학, 화학, 핵 및 이중 사용 관련 품목에 대한 통제 목록을 개발하고 이러한 품목의 수출을 규제하는 규정을 발표하여 러시아산 무기의 외부 유출을 통제하려고 했다. 정리하자면, 대한민국 항공업계에서 전해지는 이야기와는 달리, 카모프는 불곰 사업이 아닌 러시아의 경제 정책의 혜택을 입었다고 보는 것이 더 타당하다.

### 경제적 관점

#### 비판적 시각

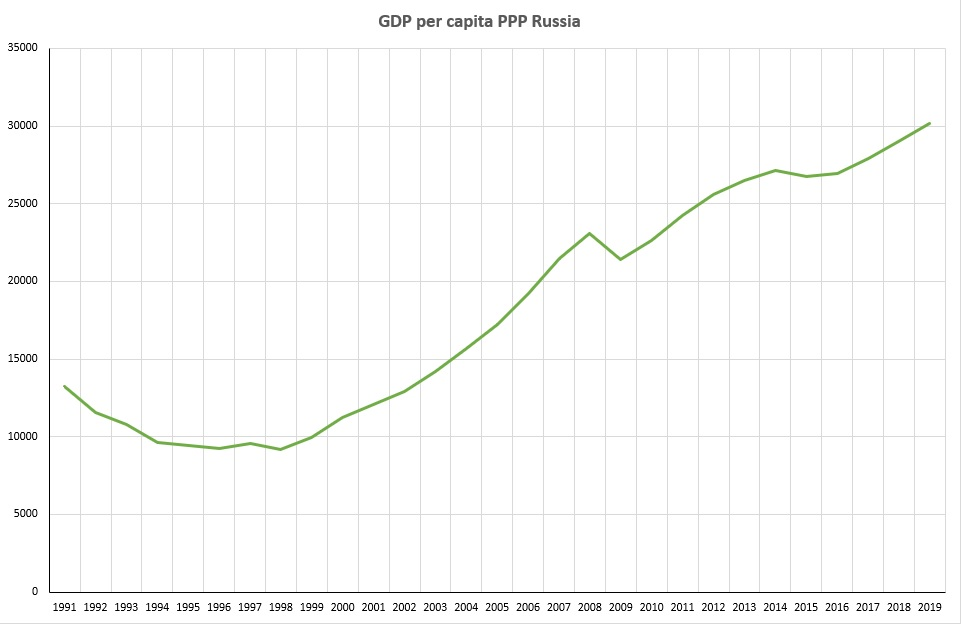
구매력평가 기준 러시아의 1인당 GDP
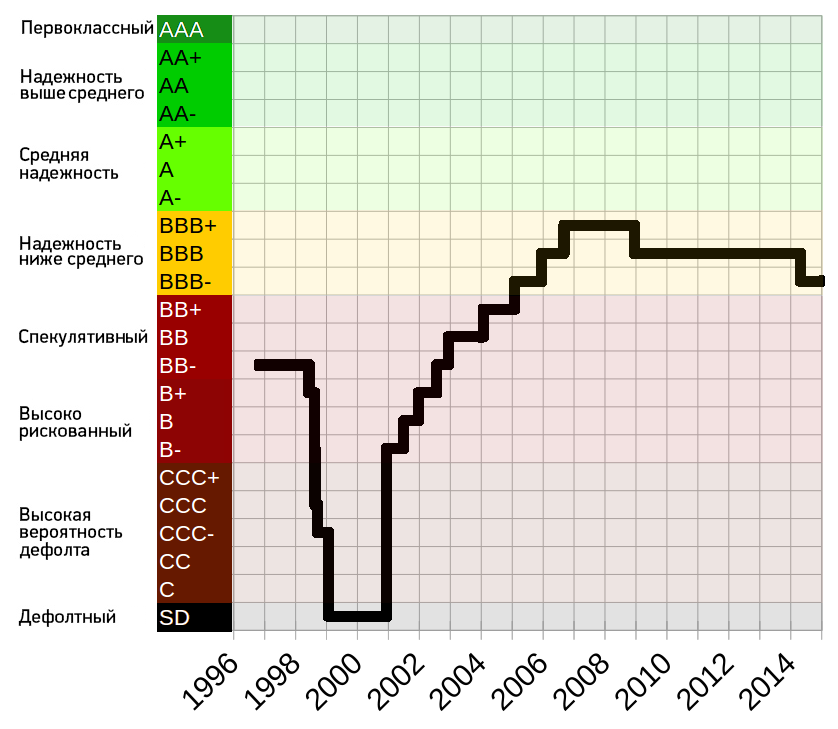
S&P 글로벌레이팅스에서 그린 러시아의 신용등급
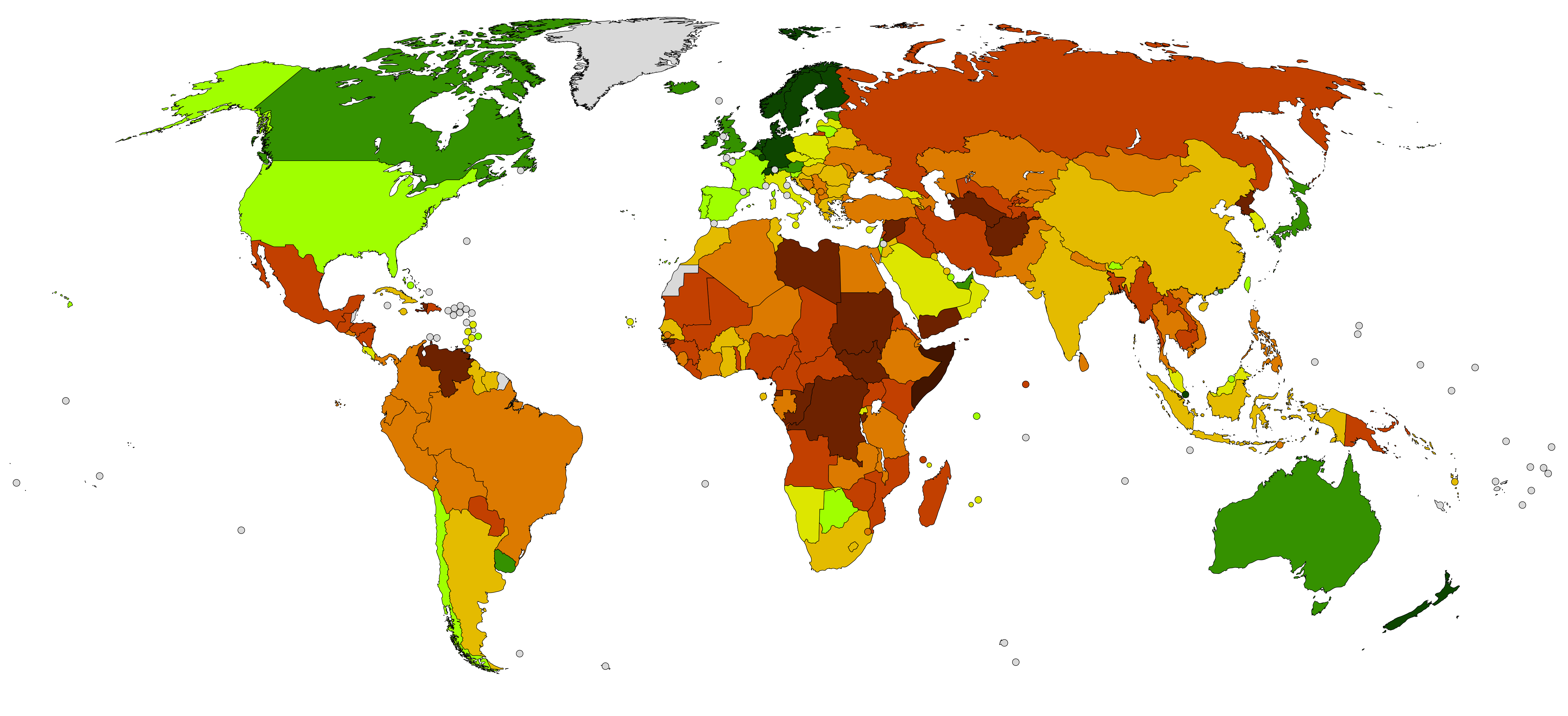
2019년 기준 세계의 부패 인식 지수. 붉은색이 더 짙어질수록 부패 인식 지수가 더 낮다.
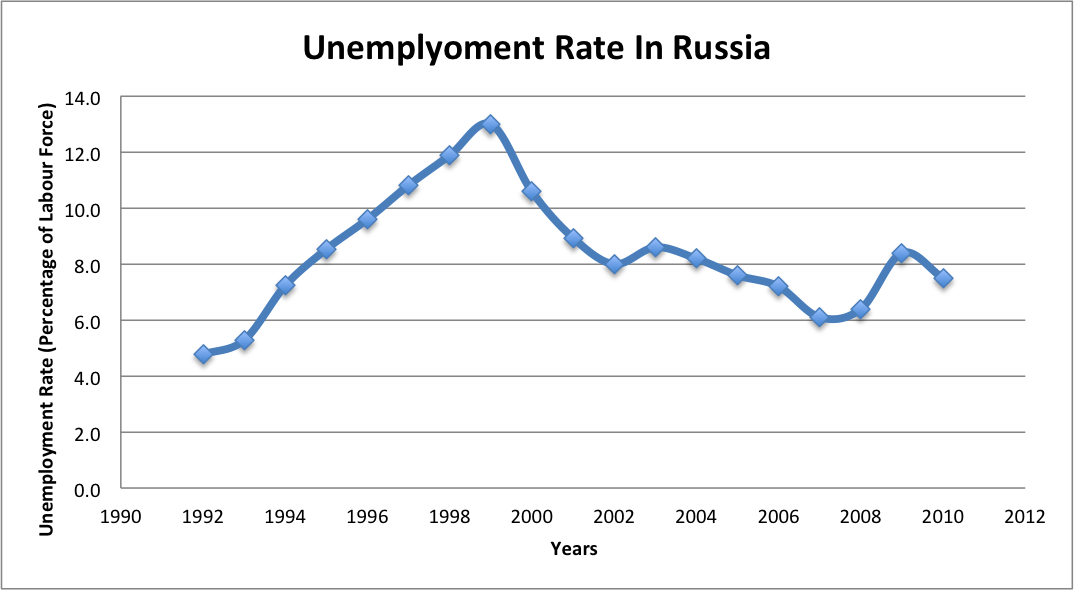
IMF 통계에 따른 1991년부터 2012년까지 러시아의 실업률.
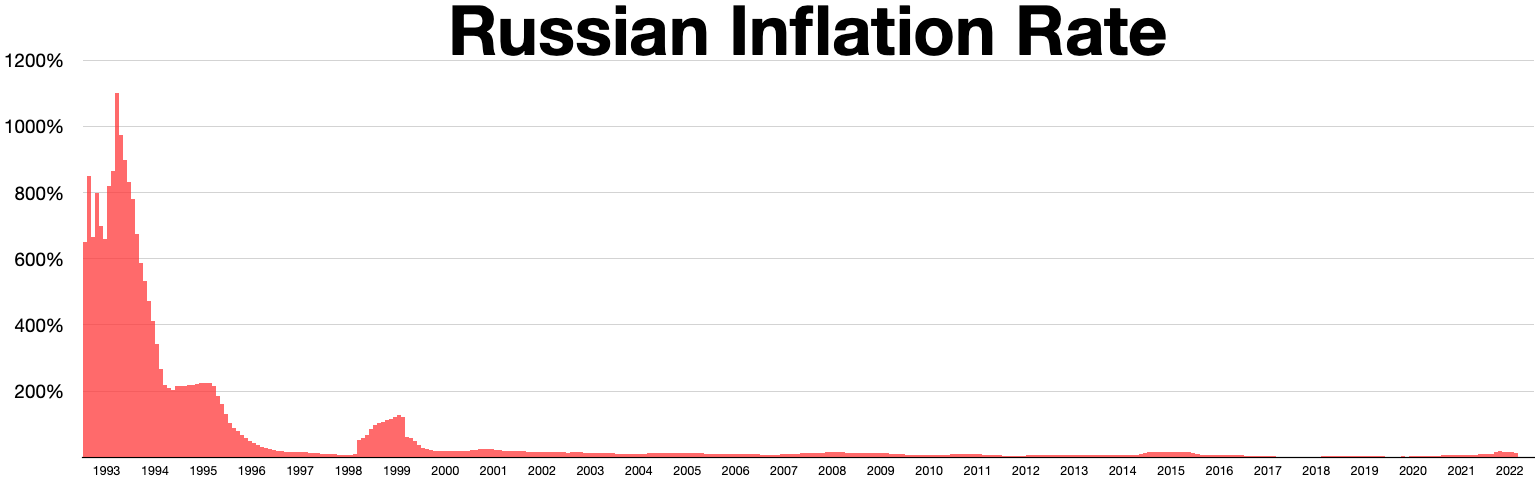
IMF 통계에 따른 1993년부터 2022년까지 러시아의 인플레이션 비율

불곰사업의 기본 목표가 소련이 진 빚을 러시아가 현물을 통해 일부 상환하는 것이기 때문에, 현재까지도 대한민국은 빚의 상환을 두고 러시아와 협의 중이다. 이로 인해 불곰 사업에 대한 비판으로, 대한민국 정부가 러시아의 경제적 상황을 제대로 이해하지 않은 채 무리하게 사업을 추진했다는 것이 있으며, 나아가 불곰사업을 IMF와 연관짓기도 한다. IMF의 보고서에 따르면, 1998년 러시아 금융 위기 이전까지 러시아의 인플레이션은 1994년에 1993년 대비 307.5%, 1995년에 1994년 대비 197.3%로 매우 높았고 실업률의 경우 1993년부터 1995년까지 연간 8% 상승하였는데, 이는 1990년대 초반 러시아의 경제적 상황이 매우 열악했음을 보여준다. 1999년부터 2002년까지 러시아의 신용등급이 BB-에서 SD까지 떨어진 점도 러시아의 경제 지표를 보여주는 예시라고 할 수 있다.
제1차 불곰사업이 종료된 이유 역시 1998년 8월 러시아가 국가부도로 지불유예를 선언한 1998년 러시아 금융 위기 때문이었다. 서울경제에서는 북방외교의 부정적인 면으로 '국민의 쌈짓돈을 소련에 빌려주고 30년간 제대로 받지 못한 그림자도 낳았다'라는 점을 들고 있다.

#### 긍정적 시각

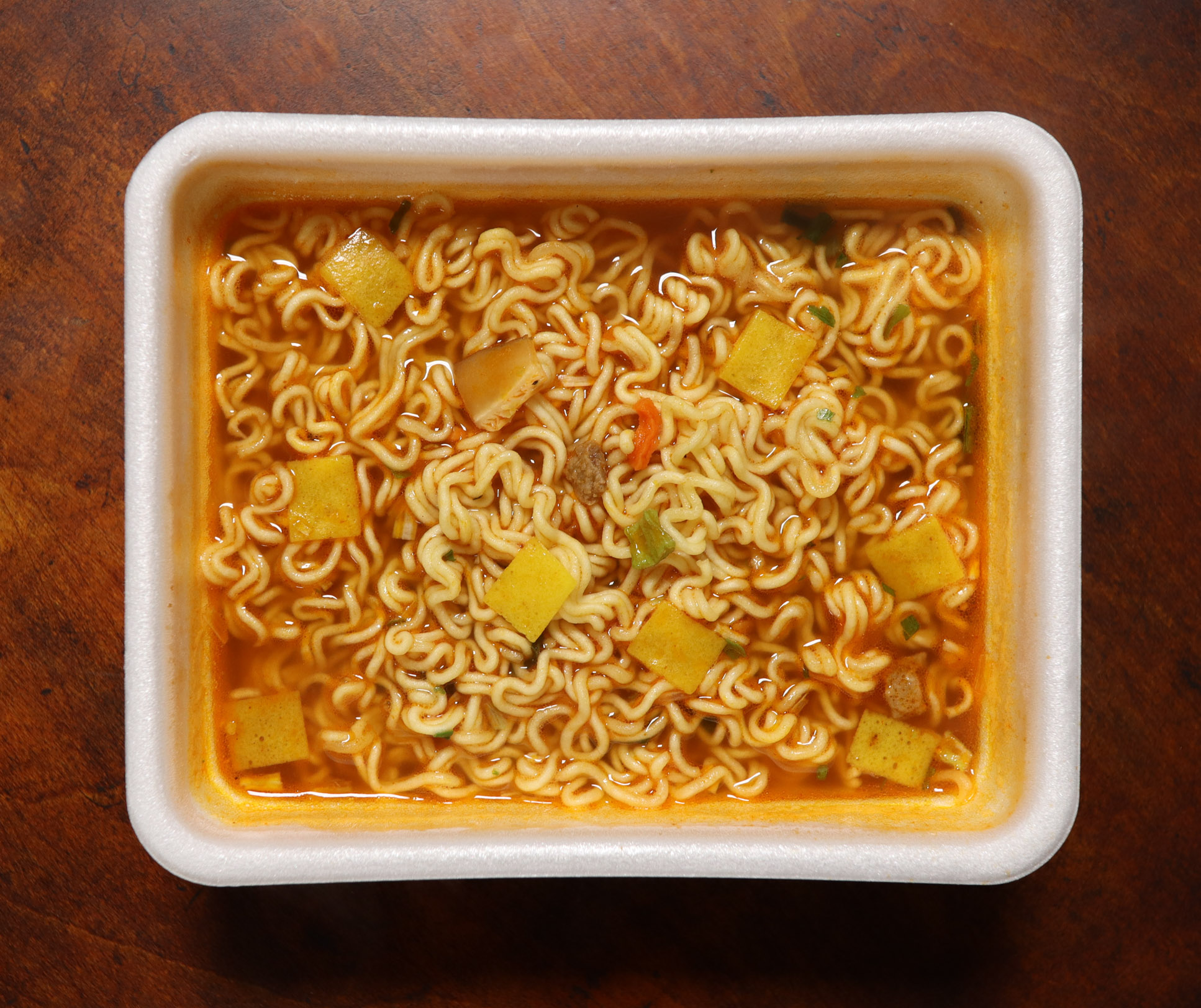
팔도 도시락
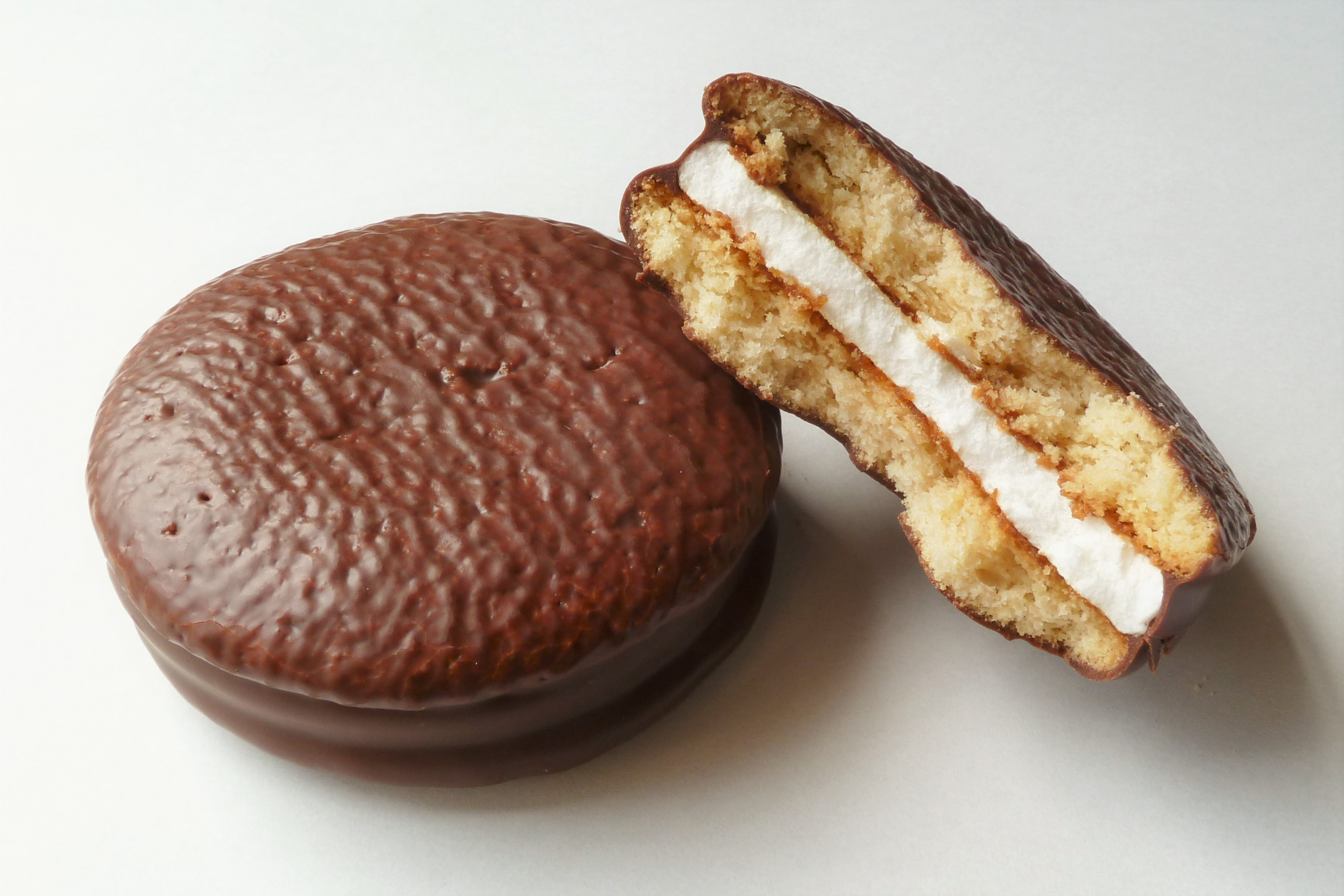
오리온 초코파이
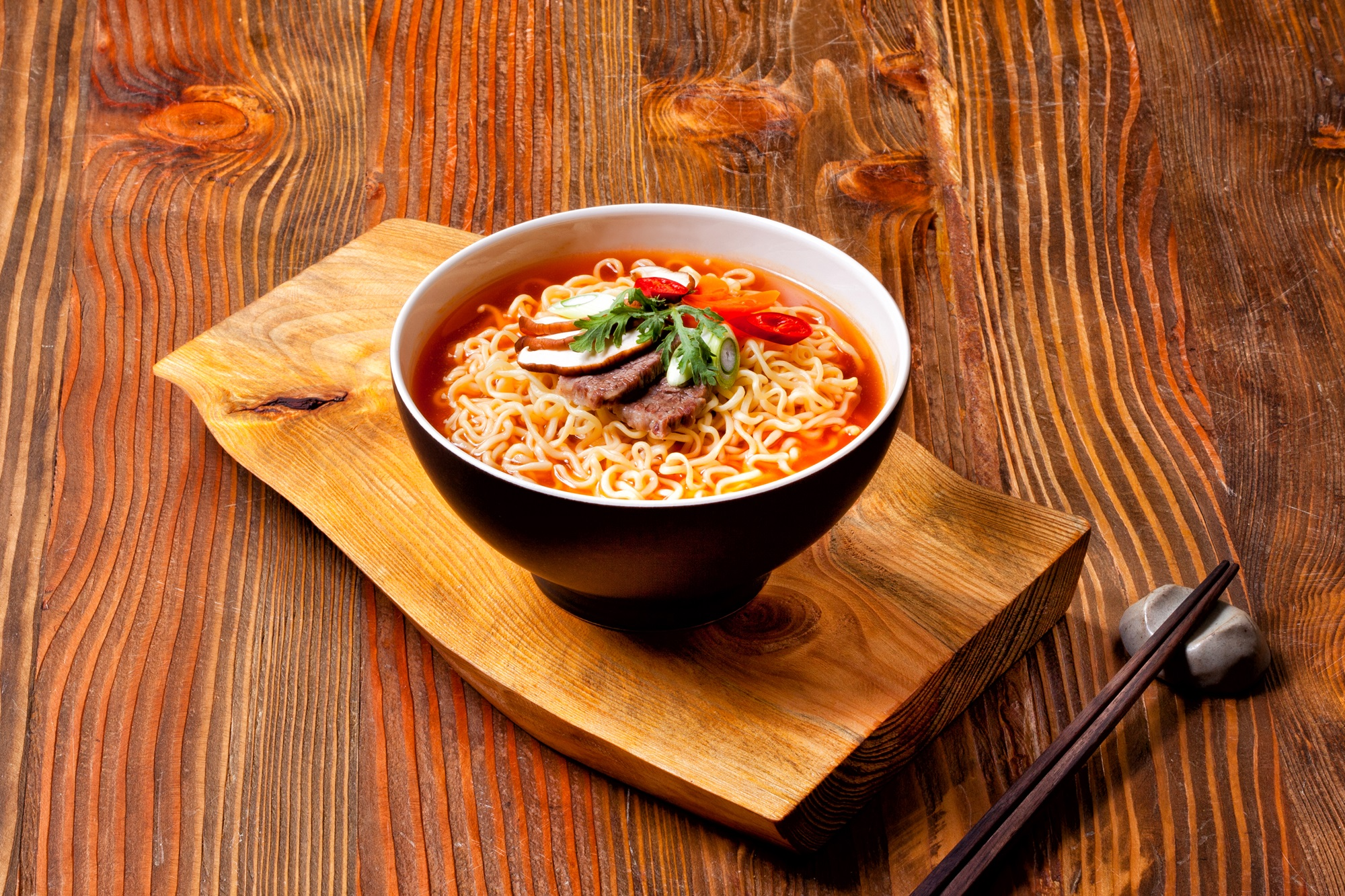
농심 신라면

대한민국의 경우 불곰사업 때 오리온의 초코파이와 팔도 도시락이 물물교환 형식으로 러시아에 진출했는데 러시아 현지에서 큰 호응을 얻어 2020년대까지도 러시아의 국민 음식으로 자리매김하였다. 2022년 러시아의 우크라이나 침공이 벌어지고 있지만 초코파이와 도시락의 주 생산업체인 오리온과 팔도가 러시아에서 철수하지 않고 있는 이유이기도 하다. 팔도와 오리온 외에도 농심, 롯데그룹 등 식품유통기업과 삼성, 현대자동차, 기아와 같은 식품 외 산업의 기업도 러시아에 진출해 있다.

### 기타

#### 교통

시베리아 횡단철도 본선 및 지선.
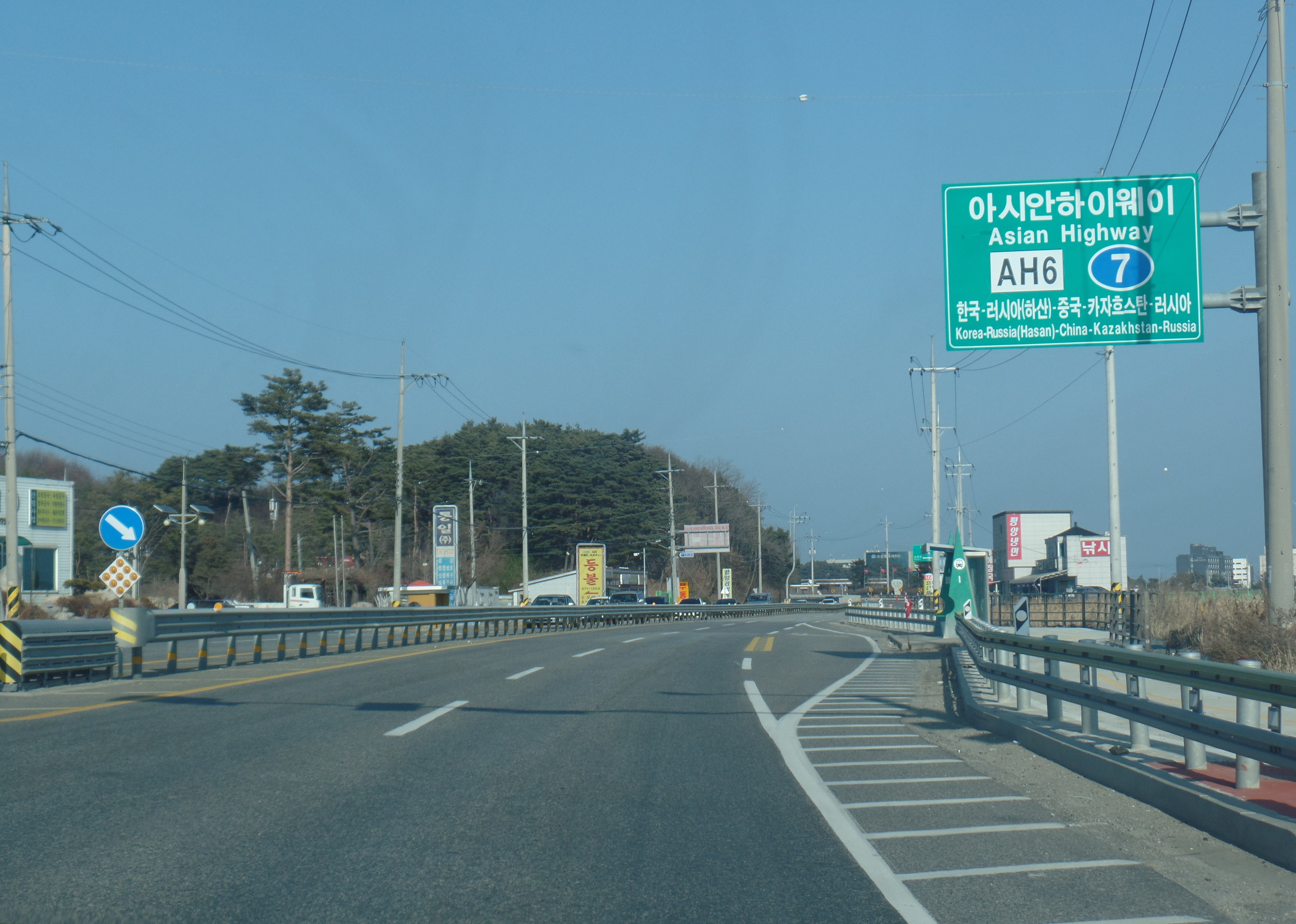
아시안 하이웨이 6호선의 일부인 국도 제7호선 청곡교차로
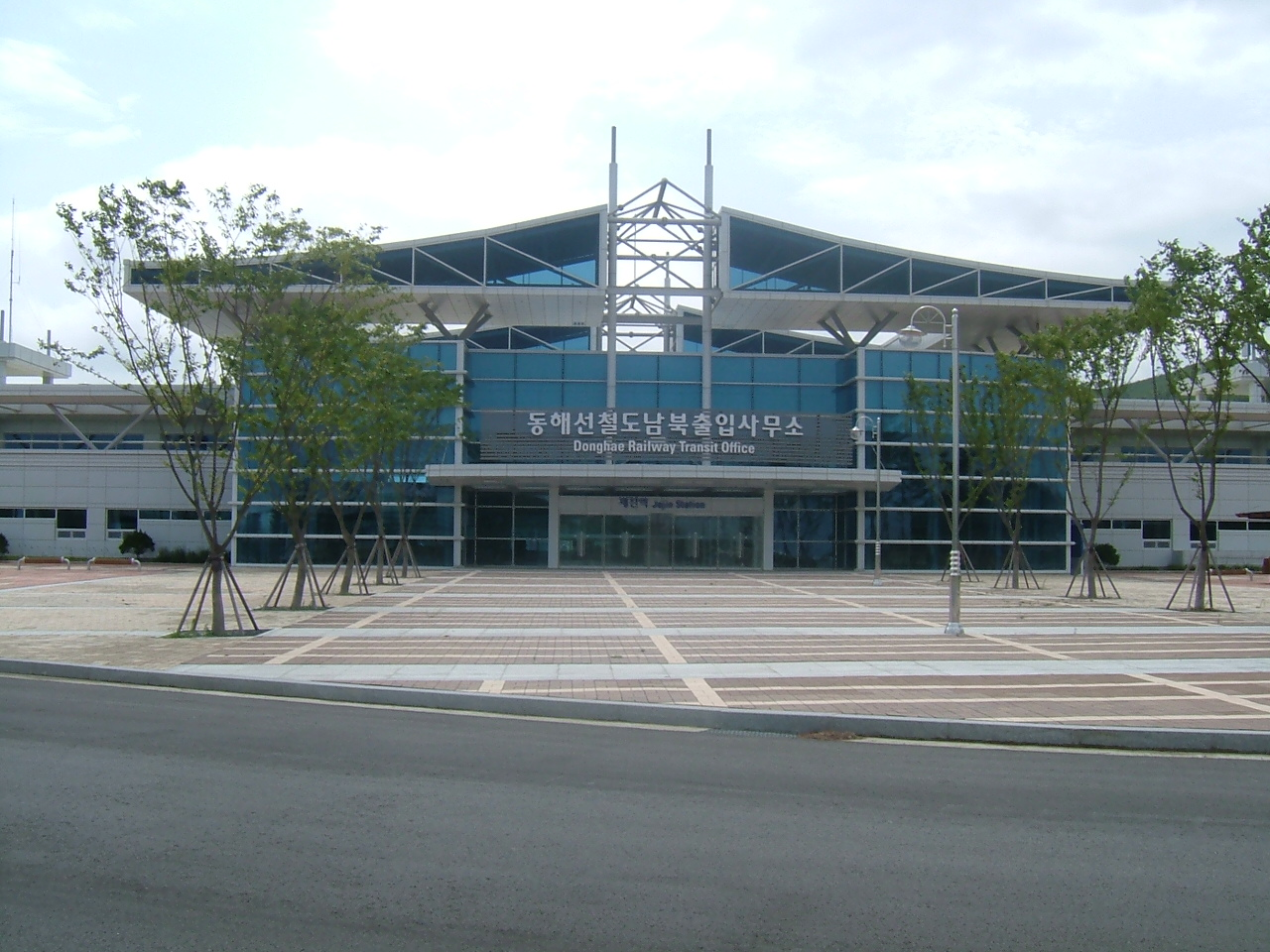
동해선 제진역

## 같이 보기
- 율곡사업

### 내용주
1. ↑  1970년대에 박정희의 명령으로 개발된 백곰 미사일과 현무-1은 나이키 허큘리스의 대한민국식 변형, 그리고 이를 개량한 것으로 한미 미사일 지침에 의거해 사거리가 180km였다. 이에 비해 1990년 북한은 사거리가 1,000km에서 1,500km에 달하는 화성 7호 생산을 시작했다.[16][17]
2. ↑  이 결과 카모프, 밀, 카잔이 러시안 헬리콥터스로 통합되었고, 일류신, 수호이, 투폴레프, 미그, 이르쿠트, 야코블레프는 UAC로 통합되었다.

### 참조주
1. ↑  성신여대 산학협력단 (2006년 12월 1일). “한러 군사협력 양해각서(모스크바)”. 《기록정보서비스》.
2. ↑  서종열 기자 (2022년 3월 13일). “돈 대신 받은 무기, ‘불곰사업’을 아시나요?”. 《글로벌이코노믹》.
3. ↑  남승욱 기자 (1990년 6월 1일). “소련에 30억 달러 지원 검토”. 《KBS 9시뉴스》.
4. ↑  “소련은행 파산소문에 민감한 반응”. 《연합뉴스》. 1991년 11월 21일.
5. ↑  Chronology of principal defenceand security-related agreements and initiatives involving the Russian Federation and Asian countries, 1992–99
6. ↑  “대한민국 정부와 러시아연방 정부간의 군사기술분야.방산 및 군수협력에 관한 협정”. 《국가법령정보센터》. 1997년 11월 20일. 2022년 12월 9일에 확인함.
7. ↑  정승임 기자 (2022년 4월 14일). “'한국산 무기 지원' 좌절에 우크라 대사 '신궁' 제조업체 직접 찾는다”. 《한국일보》.
8. ↑  김귀근 기자 (1999년 9월 30일). “"러 차관 대신 도입한 무기 교육.훈련용 전용"”. 《연합뉴스》.
9. ↑  박찬준 기자 (2013년 4월 2일). “불곰사업때 들여온 러 불량헬기, 2014년 3월까지 새 기종으로 교환”. 《세계일보》.
10. ↑  “"러시아에 빌려준 돈 대신 무기 받는 '불곰사업' 또 재개"”. 《조선일보》. 2011년 1월 17일.
11. ↑  정종태 기자 (2013년 11월 14일). “10년 끈 러시아 경협차관 상환 또 무산”. 《한국경제》.
12. ↑  《[첨단국가의 초석, 방위산업] 한국형 전차 개발의 씨앗, M48 개조사업》, 2022년 9월 1일에 확인함
13. ↑  Yoon Sangyong (2021년 10월 15일). “K2 흑표 전차”. bemil. 2022년 8월 18일에 원본 문서에서 보존된 문서. 2022년 8월 18일에 확인함.
14. ↑  Kim Hangyeong (2018년 6월 25일). “[한국무기 디테일] ⑫ 국내 국방과학기술이 총 결집된 현대 로템의 K2 흑표 전차”. Security Fact. 2022년 8월 30일에 원본 문서에서 보존된 문서. 2022년 9월 30일에 확인함.
15. ↑  “Chiron (Singung) (Korea, South), Man-portable surface-to-air missile systems”. Jane's. 2017년 7월 29일에 원본 문서에서 보존된 문서. 2011년 5월 27일에 확인함.
16. ↑  http://www.nasic.af.mil/LinkClick.aspx?fileticket=F2VLcKSmCTE%3d&portalid=19 보관됨 2017-07-18 - 웨이백 머신 [{{{설명}}}]
17. ↑  “Домен не доступен”. 2017년 11월 7일에 원본 문서에서 보존된 문서. 2022년 12월 10일에 확인함.
18. ↑  “World Air Forces 2015”. Flightglobal Insight. 2015. 2017년 10월 19일에 원본 문서에서 보존된 문서. 2014년 12월 21일에 확인함.
19. ↑  양지웅 기자 (2022년 11월 27일). “[일지] 국내 주요 헬기 추락사고”. 《연합뉴스》.
20. ↑  "T-80 Main Battle Tank". www.inetres.com.
21. ↑   Krivinyi, Nikolaus: World Military Aviation, page 148. Arco Publishing Co, 1977. ISBN 0-668-04348-2
22. ↑  신인호 기자 (2019년 8월 4일). “T-103 실습기”. 《국방일보》.[깨진 링크(과거 내용 찾기)]
23. ↑  신인균 기자 (2020년 10월 31일). “악천후에도 뜨는 러 헬기 Ka-32 후속 모델, 국내 도입 유력 [웨펀]”. 《주간동아》.
24. 1 2  나광호 기자 (2021년 10월 17일). “'노태우 유산' 불곰사업, K-방산 한 축 이뤘다…기술개발 토대”. 《미디어펜》.
25. ↑  Sewell 1998, 28–29쪽.
26. ↑  David, Willey (2018년 5월 15일). 《The Tank Book》. Dorling Kindersly limited. 179쪽. ISBN 978-89-8371-880-8 04400 |isbn= 값 확인 필요: length (도움말).
27. 1 2  김대영 기자 (2021년 6월 8일). “러시아는 왜 25년 된 Ka-32 헬기를 한국에 홍보할까”. 《비즈한국》.
28. ↑  Rutland, Peter (2005). 〈Putin's Economic Record〉.   White; Gitelman; Sakwa. 《Developments in Russian Politics》 6. Duke University Press. ISBN 0-8223-3522-0.
29. ↑  Kwiatkowski, Alex (2003년 2월 7일). “BUSINESS. Aviation industry locked in a tailspin”. 《The Russia Journal》.
30. ↑  Stiglitz, Joseph (2003년 4월 9일). “The ruin of Russia”. 《The Guardian》 (London). 2015년 7월 24일에 원본 문서에서 보존된 문서. 2010년 4월 21일에 확인함.
31. ↑  “CIA – The World Factbook – Russia”. Cia.gov. 2022년 2월 25일에 원본 문서에서 보존된 문서. 2011년 5월 14일에 확인함.
32. ↑  Goldman, Marshall I. (2008). 〈Chapter 5〉. 《Petrostate: Putin, Power and the New Russia》. Oxford University Press. ISBN 978-0-19-534073-0.
33. ↑  “International Monetary Fund”. 《국제통화기금》. 국제통화기금. 2022년 10월. 2022년 12월 10일에 확인함.
34. ↑  Fomin, Alexander (2010). “FSMCT: Results and Plans”. 《Military Parade》 (3): 6–7.
35. ↑  “Russia's 2010 arms sales total $10 bln”. RIA Novosti. 2010년 12월 14일.
36. ↑  Arms on the Market: Reducing the Risk of Proliferation in the Former Soviet Union
37. ↑  “World Economy Outlook”. 《국제통화기금》. 국제통화기금. 2022. 2022년 12월 10일에 확인함.
38. 1 2  “Russian Federation and IMF”. 《국제통화기금》. 국제통화기금. 2022년 10월. 2022년 12월 10일에 확인함.
39. ↑  구경우 기자 (2021년 10월 26일). “[노태우 별세]북방외교의 그림자…돌려받지 못한 소련의 빚”. 《서울경제》.
40. ↑  양준규 기자 (2022년 10월 25일). “전쟁 풍파에도… 러시아에 남은 팔도·오리온 ‘꿋꿋’”. 《스카이데일리》.